# سيدني ماركوس
سيدني ماركوس (بالإنجليزية: Sidney Marcus)‏ هو سياسي أمريكي، ولد في 5 فبراير 1928، وتوفي في 27 أكتوبر 1983. حزبياً، نشط في الحزب الديمقراطي. وقد انتخب عضو مجلس نواب جورجيا.